# إيليان بان

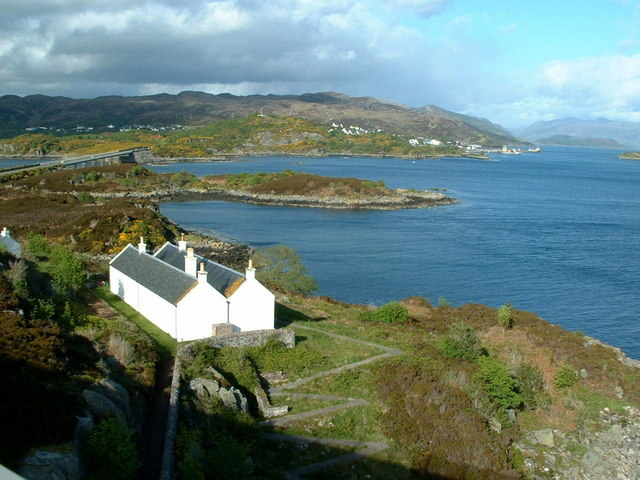
منظر للجزيرة من جسر سكاي

إيليان بان هي جزيرة تابعة للملكة المتحدة وهي تقع باسكتلندا.